# Oligostachyum shiuyingianum
Oligostachyum shiuyingianum là một loài thực vật có hoa trong họ Hòa thảo. Loài này được (L.C.Chia & But) Ye & Wang mô tả khoa học đầu tiên năm 1990.